# Play It Again
Play It Again es el EP debut de la cantante estadounidense Becky G, publicado para su descarga digital a través del sello Kemosabe Records el 16 de julio de 2013.
De su publicación procedieron dos sencillos, más uno que fue lanzado como sorpresa. El primer sencillo, «Play It Again», fue lanzado a principios de 2013. Su segundo sencillo, «Can't Get Enough», fue lanzado a finales de 2013. Esta última pista contó con la aparición del rapero cubanoamericano Pitbull. Y también ese mismo año, Becky G saco como sorpresa para sus fanes, el vídeo de ‹‹Built For This››.
El álbum fue grabado en Los Ángeles entre 2012 y 2013. Dr. Luke sirvió como productor exclusivo del disco, con producción y composición adicional de Max Martin, Will.i.am, Pitbull, The Jam y The Cataracs.

## Lista de canciones
| Play It Again |                                  | |                      |          |  |
| N.º           | Título                           | Escritor(es) | Productores          | Duración |  |
| 1.            | «Play It Again»                  | Henry Walter Joshua Coleman Lukasz Gottwald Max Martin Niles Hollowell-Dhar Rebbeca Marie Gómez                                                    | Ammo Cirkut Dr. Luke | 3:14     |  |
| 2.            | «Can't Get Enough» (con Pitbull) | Armando C. Perez Gregor van Offeren Henry Walter Lukasz Gottwald Max Martin Niles Hollowell-Dhar Rebbeca Marie Gomez Tzvetin Todorov Urales Vargas | Cirkut Dr. Luke      | 3:47     |  |
| 3.            | «Built for This»                 | Henry Walter Lukasz Gottwald Niles Hollowell-Dhar Rebbeca Marie Gomez                                                                              | Cirkut Dr. Luke      | 3:09     |  |
| 4.            | «Zoomin' Zoomin'»                | Henry Walter Lukasz Gottwald Mathieu Jomphe Rebbeca Marie Gomez William Adams                                                                      | Cirkut Dr. Luke      | 3:24     |  |
| 5.            | «Lovin' What You Do»             | Henry Walter Jordan Omley Lukasz Gottwald Michael Mani Rebbeca Marie Gomez                                                                         | Cirkut Dr. Luke      | 3:40     |  |